# Jüdischer Friedhof (Koronowo)
Koordinaten: 53° 18′ 47″ N, 17° 57′ 4″ O

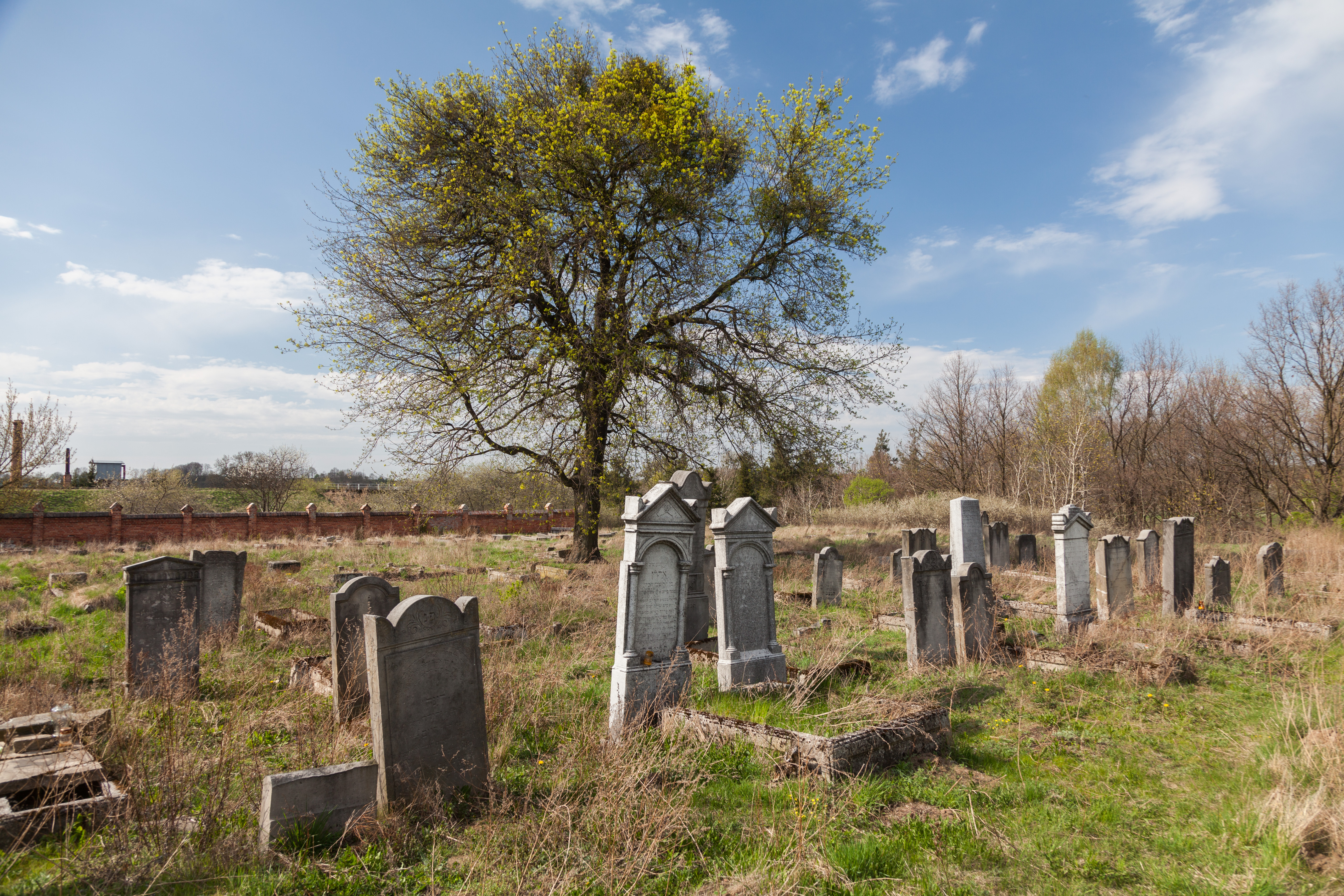
Jüdischer Friedhof in Koronowo

Der Jüdische Friedhof in Koronowo, einer Stadt in der Woiwodschaft Kujawien-Pommern in Polen, wurde 1817 angelegt. Der jüdische Friedhof, auf einem Hügel oberhalb der Brda gelegen, ist ein geschütztes Kulturdenkmal. 
Am 6. November 1933 fand die letzte Beisetzung statt. Der Friedhof wurde teilweise während des Zweiten Weltkriegs zerstört und danach ebenfalls geschändet. Heute sind noch circa 30 Grabsteine erhalten.